# Мільйоніко
Мільйоніко (італ. Miglionico) — муніципалітет в Італії, у регіоні Базиліката, провінція Матера.
Мільйоніко розташоване на відстані близько 370 км на південний схід від Рима, 60 км на схід від Потенци, 14 км на південний захід від Матери.
Населення — 2525 осіб (2014).

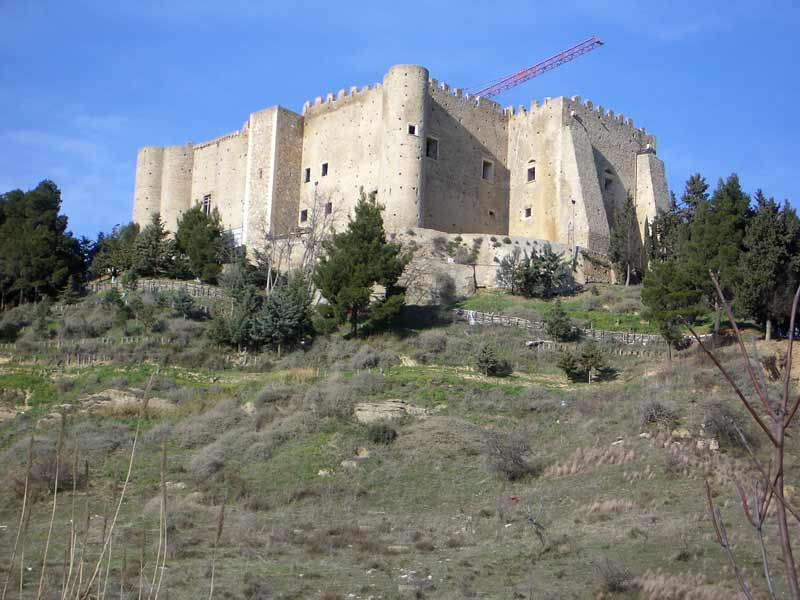

Щорічний фестиваль відбувається 29 червня. Покровитель — святий Петро.

## Демографія
Населення за роками:

Станом на 1 січня 2023 року в муніципалітеті офіційно проживало 145 іноземців з 22 країн, серед них 13 громадян країн Євросоюзу та 2 громадяни України.

## Сусідні муніципалітети
- Феррандіна
- Гроттоле
- Матера
- Монтескальйозо
- Помарико

## Персоналії
- Етторе Чіннелла (*1947) — італійський історик, автор книги про Голодомор «Україна: забутий геноцид 1932—1933 років».